# Camellia krempfii
Camellia krempfii är en tvåhjärtbladig växtart som först beskrevs av François Gagnepain, och fick sitt nu gällande namn av Joseph Robert Sealy. Camellia krempfii ingår i släktet Camellia och familjen Theaceae. Inga underarter finns listade i Catalogue of Life.